# Lancel
Pour les articles homonymes, voir Lancel (homonymie).
Pour les articles ayant des titres homophones, voir Lancelle et Lanssel.
Lancel est une entreprise française de maroquinerie fondée à Paris en 1876 par Angèle et Alphonse Lancel puis développée par leur fils Albert. L'entreprise reste propriété de la famille fondatrice jusqu'en 1997, année de son rachat par le groupe Richemont. Puis, le 1er juin 2018 la Maison Lancel est rachetée par le groupe italien Piquadro.
À ses débuts, Lancel commercialise des pipes et accessoires pour fumeurs. Puis la marque se diversifie et propose des articles de décoration et cadeaux. Elle fait alors fabriquer divers objets par ses artisans, comme des pendules, de l'orfèvrerie, des lunettes, des baromètres, des ciseaux, des lampes, des accessoires de table, etc. Lancel est à l'origine de plusieurs brevets dont celui du briquet automatique, de la malle Aviona et du poste de radio portable Bambino.
La démocratisation de la cigarette auprès des femmes incite l'entreprise à confectionner des articles pour fumeuses, puis de la maroquinerie pour ranger le « nécessaire à fumer ». La société lance les premiers sacs à main de la marque. En 1927, la griffe imagine le sac seau et sa forme souple puis crée une collection de bagages.
Aujourd'hui, Lancel propose quatre lignes de produits : la maroquinerie, la petite maroquinerie (portefeuille, porte-monnaie et porte-cartes), les sacs de voyage (valises et sacs de voyage) et les accessoires (porte-clés, ceintures, foulards et bandeaux de soie), dont une ligne de lunettes lancée en 2021 et une collection de chaussures, lancée en 2022. 

## Histoire

### Origines
En 1876, Angèle et son époux Alphonse Lancel créent Lancel, une petite fabrique de pipes et d'accessoires pour fumeurs, au 20 passage des Petites-Écuries, dans le 10e arrondissement de Paris,. Ils utilisent de l’ambre, de la bruyère, de la corne et de l’ivoire pour confectionner les pipes. L'entreprise se diversifie et propose des articles de décoration et de cadeaux : cristallerie, orfèvrerie, bijoux, porcelaine, horlogerie, qu'elle sélectionne ou fait fabriquer dans ses ateliers par ses artisans,,.
Dans les années 1870, les femmes se mettent à fumer. La démocratisation de la cigarette auprès des femmes incite le couple à confectionner divers accessoires comme les porte-cigarettes et développe une gamme d'articles à leur destination. Angèle et Alphonse créent des articles de maroquinerie pour ranger le nécessaire à fumer : les premiers sacs Lancel.
En 1879, ils ouvrent, au 17 boulevard Poissonnière à Paris, « Au Phénix », une boutique d’articles précieux. Les bourgeoises, les demi-mondaines, les cocottes et autres vedettes de music-hall y acquièrent leur nécessaire à fumer,. Quelques années plus tard, Lancel qui compte déjà plusieurs magasins, crée son réseau de points de vente. Dans les années 1900, la maison possède une dizaine de boutiques à Paris et en province nommées « Au Sphinx », « Au Phénix », « À l’inénarrable », « À l’indomptable ». L'entreprise propose une gamme de porte-cigarettes, pochettes, aumônières et les premiers sacs à main, qui sont dotés de rangements pour cigarettes. Peu à peu, les sacs remplacent les aumônières.
Face à la demande, l'entreprise ouvre un atelier de maroquinerie et commence la production de sacs à main,. En 1900, Angèle Lancel imagine le sac à malices, qui cache de nombreuses poches secrètes. La première collection voit le jour deux ans plus tard.

### Essor
Angèle et Alphonse Lancel développent leur négoce de détail en ouvrant des boutiques en province ; leur fils Albert transforme l'entreprise familiale en maison de maroquinerie. Il prend les rênes de la société en 1901.
Albert place le sac au centre de la stratégie de développement de la maison et propose alors des modèles luxueux en lézard, satin, veau velouté… Il les agrémente de poches et de diverses fonctionnalités ; en 1929, à l'intérieur d'une pochette noire, il fait ajouter un miroir, un nécessaire de maquillage et un compartiment secret contenant un petit parapluie. Albert Lancel transforme le sac à main en accessoire de mode. Dans les années 1920, l'entreprise confectionne des sacs en cuir précieux et dotés de fermoirs bijoux.
En 1927, Lancel créé le sac seau. Le modèle inspire une partie des collections suivantes. Albert Lancel conçoit des produits tels que le sac « Parapluie » (1928) et les briquets automatiques « Allumette », « Excelsior » et « Royal », qui ne salissent « ni les doigts ni le gant »,,. Lancel remporte le Grand Prix de l’Exposition internationale des arts et techniques en 1937.
Lancel dépose des brevets dont ceux du briquet automatique, du poste de radio portable « Bambino » et de la malle « Aviona »,,. Sous l'impulsion d'Albert, l'entreprise devient l'une des principales maisons de maroquinerie et d'accessoires. Lancel investit également les arts de la table, la joaillerie et l'horlogerie.
Dans les années 1920, Lancel envoie des catalogues à ses clientes. En 1929, l'entreprise s'installe sur quatre étages dans un immeuble situé sur la place de l'Opéra à Paris où elle est encore présente aujourd'hui,.

### Après la Guerre
Dans les années 1950, Lancel étoffe ses collections de bagages. L'entreprise commercialise le sac « Trotteur » et confectionne des bagages souples en toile de nylon. Lancel crée également la valise « Kangourou »,,,.
À la mort d’Albert Lancel en 1960, ses deux filles et ses gendres lui succèdent. Ils concluent une alliance, en 1972, avec les frères Zorbibe, alors sous-traitants, qui rachètent l'entreprise en 1976,.
En 1982, Lancel lance la collection de sacs de sport Mistral.
À l'occasion des cinquante ans du sac seau, Lancel réédite le modèle en 1987 sous le nom d’« Elsa de Lancel »,. L'Elsa de Lancel s'écoule à 6 millions d'exemplaires à travers le monde en dix ans,,.

### Richemont
En 1997, le groupe de luxe suisse Richemont acquiert Lancel pour 1,4 milliard de francs (environ 270 millions d'euros). La marque affiche alors un taux de rentabilité de 20 %. Un an plus tard, Lancel intègre le groupe suisse Vendôme détenu par Richemont,,.
Quelques années plus tard, l'entreprise fait évoluer son image. Lancel revoit le design de ses magasins et investit dans une campagne de communication mondiale de 30 millions de francs (5,72 millions d'euros).
L'entreprise augmente ses points de vente à l'international, positionne ses boutiques sur le créneau haut de gamme,,. Cette orientation haut de gamme se manifeste sur la finition.
Sur demande de Richemont, Lancel recentre son activité sur le secteur de la maroquinerie haut de gamme proposant une gamme de sacs à main, portefeuilles, valises, sacs de voyage et porte-documents ainsi qu’une ligne de maroquinerie pour homme. Lancel voit sa clientèle évoluer ; des clientes s'intéressent à la marque. L'entreprise commercialise des sacs à main de luxe et d'autres modèles, plus petits, adaptés à un public plus généraliste.
En 1999, la marque affiche une hausse de 10 % de son chiffre d'affaires qui atteint 580 millions de francs (plus de 88 millions d'euros). En 2003, le chiffre d'affaires de la griffe s'élève à 77 millions d’euros ; il atteint 350 millions d’euros en 2012 malgré 20 millions d'euros de pertes,,.
Pourtant la marque peine à être bénéficiaire depuis 2003, seulement trois fois en 2007, 2011 et 2012. Sa cession par le groupe Richemont est projetée fin 2013,,. Celui-ci fait appel à la banque d'affaires japonaise Nomura pour trouver un repreneur ; le groupe souhaite vendre Lancel, acquis pour 210 millions d'euros en 1997, pour 500 millions d'euros,. Les causes de ce manque de résultats sont multiples : son positionnement qualifié de « bancal » à la stratégie hésitante, oscillant entre sa maroquinerie du départ et son souhait de se transformer en marque de luxe, le changement fréquent de dirigeants ces dernières années (une dizaine de managers depuis le rachat de 1997) et enfin, le manque de diffusion à l'international faisant de Lancel une marque trop « franco-française » dépendante à 80 % de son chiffre d'affaires national. Richemont approche le groupe Kering mais ce dernier refuse d'acheter Lancel. En octobre 2013, Richemont reçoit une offre non engageante du fonds Change Capital Partners, créé par Luc Vandevelde, ancien PDG de Carrefour. Parallèlement, le groupe reçoit d'autres propositions du conglomérat asiatique Swire, du hong-kongais YGM ou encore du groupe Watson détenteur de Marionnaud,.
De 2004 à 2008, la marque double le nombre de boutiques à travers le monde. En 2008, Lancel signe deux accords de partenariat avec le distributeur chinois Fairton et le groupe japonais Sumitomo Corporation pour accroître son développement sur le marché asiatique,.
La Chine représente le premier marché de la maison. Lancel se développe en Russie, au Moyen-Orient et dans les pays de l'Est. En 2015, l'entreprise est présente en Asie avec une quinzaine de points de vente dans des grands magasins au Japon, une trentaine de boutiques en Chine et une douzaine à Hong Kong. En 2009, la marque compte 233 boutiques dans le monde dont 71 succursales. Deux ans plus tard, Lancel inaugure une boutique à Moscou ainsi qu'à Shanghai, pour atteindre en 2013, 250 boutiques à travers le monde, dont une trentaine en propre en France, à Saint-Tropez, à Knokke-le-Zoute,,. Lancel est distribuée dans plus 3 000 boutiques multimarques à travers le monde. L'international représente 20 % de son  chiffre d'affaires. Lancel compte 850 salariés à travers le monde.
En 2012 Richemont tente de se séparer de sa filiale déficitaire et donne un mandat de vente à la banque d'affaire Nomura.
En 2013, Lancel réalise 135 millions d'euros de chiffre d'affaires. L'entreprise affiche un bénéfice net en hausse de 10 %. Ses ventes progressent de 4 %.
Finalement, en novembre, Richemont renonce à vendre,. Le groupe maintient son soutien à Lancel.
En mars 2018, le groupe italien Piquadro, spécialisé dans les sacs et articles en cuir, annonce avoir entamé des négociations exclusives avec Richemont, pour un rachat à la mi-2018.

### Piquadro
Le 4 juin 2018, la vente par Richemont à Piquadro est finalisée ; Richemont continuera à percevoir une partie des bénéfices de Lancel pendant 10 ans jusqu'à un montant maximum de 35 millions d'euros.
Un an après son rachat par Piquadro, Lancel se relance et affiche en août 2019 un chiffre d'affaires en augmentation de 11,7 %. Les ventes de Lancel ont atteint 12,1 millions d'euros, contribuant à réaliser le tiers du chiffres d'affaires de Piquadro.

## Produits

### Rétrospective
- 1900 : L’Irrévérencieuse, Le Chinois[9]
- 1910 : L’Aumônière, Le Quadrille, Le Galuchat, Le Drapé[9]
- 1920 : Le Nouille, La Parisienne, Le Parapluie[9]
- 1930 : Le Python, Le Berlioz, Le Magnifique, Les Merveilleuses, Le Misérable, La Croqueuse[9]
- 1940 : Le Parfait, Le Sac à Malice, L’Amoureuse[9]
- 1950 : Le Balancé, La Mystérieuse, Le Secret, La Doctoresse[9]
- 1960 : Le Poudrier, Le Boudoir, L’Idéal, Le Fox-Trot, Le Boomerang, Le Balancel[9]
- 1970 : L’Etrier, Le Dali[9]
- 1987 : Elsa[20],[11]
- 2008 : L’Adjani
- 2010 : B.Bardot
- 2011 : Collection Daligramme
- 2013 : Le L[11]

### Histoire récente des produits
En 1970, Salvador Dalí réalise un sac intitulé « Le Dalí », reprenant le graphisme de l'alphabet amoureux « le Daligramme », qu’il dessine pour sa femme Gala dans son œuvre La Toile Daligram. La particularité de ce modèle est la chaîne de vélo utilisée pour l'anse. Cette toile est rééditée en 2011 dans la collection Daligramme. Cette série compte 50 pièces, toutes reprenant l'alphabet secret imaginé par l'artiste espagnol. Cette année-là, la marque lance un nouveau modèle inspiré du Daligramme : le Dalirious.
Dans les années 2000, la marque lance des nouveautés, à l'instar du « No bag » (2001).
Lancel s'entoure régulièrement d'artistes pour participer au processus créatif de ses lignes de maroquinerie, comme Isabelle Adjani, qui imagine en 2008 un sac à son image,. En 2012, Brigitte Bardot participe également au dessin et à la réalisation d'un sac conçu à partir de matières recyclables,,,.
La marque revisite le sac seau (Premier Flirt),. Un an plus tard, à l'occasion des 20 ans du sac seau Elsa, Lancel réédite confectionne un sac baptisé « Elsa Twen'y » en cuir,.
À partir de 2011, la marque, peinant à être bénéficiaire, multiplie les promotions, dont la collection « Dali » bradée parfois à moitié prix. Dans les années 2010, la marque ouvre le département « Legacy » qui a pour mission de rassembler toutes les pièces créées par la maison depuis ses débuts. En 2017, la collection compte près de 4 500 pièces d'archives. Porte-cigarettes, malles à tiroirs, pochettes de gala ou encore valises souples en toile de nylon sont ainsi acquis par la marque. Parmi les pièces, présentées dans des vitrines lors d'ouvertures de magasins, se trouve notamment le « Secret » ou encore le Dalí créé par l'artiste espagnol en 1970,. Certains particuliers donnent leur sac à la maison mère pour qu'il rejoigne cette collection.
Parallèlement, Lancel lance régulièrement de nouveaux modèles pour sa collection de sacs de voyage.
Lancel commercialise quatre familles de produits : la maroquinerie, la petite maroquinerie, le voyage et les accessoires (porte-clés, ceintures, foulards et bandeaux de soie). En 2015, parallèlement à ses sacs Bianca et Le Huit, la marque confectionne des soies et des bijoux.

## Production
En 2013, un atelier de prototypes, dirigé par un compagnon du devoir, est installé au siège de la marque. Lancel crée ses pigments sur mesure. Chaque modèle est réalisé à la main.
La marque accorde une grande importance à la qualité des cuirs. En 2017, les sacs à main de la griffe sont confectionnés en France, en Italie et en Espagne.

## Distribution
La boutique de la place de l’Opéra est le principal point de vente de l'entreprise. Cette boutique d’inspiration Art déco est conçue en 1927.
En 1978, Lancel fait évoluer son réseau en franchise.
En 1981, Lancel ouvre une boutique sur l'avenue des Champs-Élysées, rénovée en novembre 2005 par le designer Christophe Pillet,.
En 2015, la maison lance un concept de boutiques imaginé par le cabinet d'architecte Ciguë. Un an plus tard, la boutique de la place de l'Opéra rouvre ses portes. Lancel ouvre la même année une boutique rue des Francs Bourgeois à Paris.
En 2020, Lancel est distribuée dans plus de 147 boutiques. La maison compte 73 boutiques en propre à travers le monde, dont cinquante-huit en France et quinze à l'étranger (Russie, Espagne, Croatie, Chine, La Réunion, Australie). La marque est aussi distribuée dans un centre de magasins d'usine et dans près de  soixante-treize magasins monomarque en France,.

## Direction
En 1983, Sydney Toledano prend la tête de l'entreprise pendant 10 ans. Il associe la marque à des top models pour la représenter.
En 2000, Joël Armary prend la tête de l'entreprise en tant que directeur général. Il est remplacé par Isabelle Guichot en 2004 puis par Marc Lelandais, en 2006, qui reste à ce poste pendant six ans,,,,. Le nouveau patron est alors chargé par Richemont de « réveiller l'âme de luxe » de la maison.
En 2009, Leonello Borghi devient directeur artistique de la marque. Le styliste italien revoit les collections ainsi que le design des boutiques. Fin 2012, Fabrizio Cardinali devient le nouveau PDG de la maison. Son objectif est de monter Lancel en gamme. Il développe ainsi le cuir « fabriqué en France » et crée davantage de produits.
Deux ans plus tard, Marianne Romestain prend sa suite. En septembre, elle est épaulée par Nicole Stulman qui prend les fonctions de directrice artistique. La styliste new-yorkaise assure le design du sac Charlie.